# Regis McKenna
Regis McKenna (1939) è un imprenditore statunitense.
Si è occupato di marketing nella Silicon Valley, introducendo alcune tecniche tuttora assai diffuse tra i pubblicitari. Assieme alla sua impresa, facilitò la distribuzione del primo microprocessore (Intel Corporation), del primo personal computer della Apple (Apple Computer), del primo prodotto ingegnerizzato geneticamente a DNA ricombinante (Genentech, Inc.), e del primo negozio di computer al dettaglio (The Byte Shop).
Durante gli anni della sua formazione collaborò con startup imprenditoriali come America Online, Apple, Compaq, Electronic Arts, Genentech, Intel, Linear Technology, Lotus, Microsoft, National Semiconductor, Silicon Graphics, e 3COM. È stato descritto come l'uomo che ha posto la Silicon Valley sulla carta geografica. È stato definito "preminente uomo di pubbliche relazioni della Silicon Valley", un "guru", uno "zar", un "re filosofo", un "operatore di marketing leggendario", il "guru del marketing" di Apple, "la persona che ha messo Intel e Apple sulla carta geografica", e "un pioniere del settore semiconduttori in termini del lato marketing delle cose". Newsweek lo chiamò "lo Svengali della Silicon Valley" e Business Week lo chiamò "un fuoriclasse nell'individuare le tendenze high-tech" e un "mago del marketing nella Silicon Valley". 

È autore di numerosi libri e articoli in tema di marketing.
In un articolo del 1985, il Los Angeles Times commentò, "McKenna è noto soprattutto per aver preso la storia di Apple fondata in un garage di Los Altos da due giovani imprenditori ed averla incorporata nel nostro folklore nazionale".

## Formazione e inizi carriera
Nato e cresciuto a Pittsburgh (Pennsylvania), McKenna frequentò il Saint Vincent College e si laureò in arti liberali presso la Duquesne University. In seguito disse "ho avuto una controversia con l'università per i crediti" e che la Duquesne "alla fine mi spedì il diploma". Però "girai quattro diverse università per avere il diploma". Nel 1990 ebbe anche un dottorato di ricerca onorario dalla Duquesne.
Approdò alla Silicon Valley nella 1962, e iniziò a lavorare nel dipartimento marketing della General Microelectronics, uno spin-off della Fairchild che iniziava a sviluppare la tecnologia MOSFET. Nel 1967 divenne gestore dei servizi di marketing presso la National Semiconductor, un'impresa in fase di crescita. Passava "metà del tempo per strada … in Europa ed altri posti del mondo … contribuendo a mettere a punto le attività in Scozia". Diceva che in quella fase aveva imparato moltissimo del marketing semplicemente facendolo.
Nel 2001 McKenna scrisse un articolo intitolato Silicon Valley Isn't a Place as Much as It Is an Attitude ("La Silicon Valley non è tanto un luogo ma un atteggiamento"). Descrivendo la Valley come "questo semileggendario giardino divenne il luogo dove ognuno può inseguire e ottenere quel che piace al suo cuore", diceva che i suoi iniziali "inventori e imprenditori … non si erano prefissi di raggiungere l'agiatezza e neppure la felicità" ma "cercavano la libertà di mettere a frutto i loro talenti senza vincoli economici, culturali, o di posizione". Il risultato fu l'evoluzione non pianificata di una "nuova, egalitaria cultura".

## Regis McKenna, Inc.
Alla fine del 1969, McKenna lasciò la National ed iniziò a cercare lavoro in proprio, proponendo di fornire alle startup di Silicon Valley "qualsiasi cosa dalla ricerca alla formazione". Preparò un "piano di marketing", compresa una lista delle "dieci società più importanti" con cui voleva lavorare, e finì per averle tutte come clienti. Nella lista figuravano Intel, Spectra-Physics, Teledyne, Systron, e Donner.
McKenna fondò la società Regis McKenna, Inc. nel 1970. Continuò a lavorare per Intel e Apple. In seguito raccontò che "Apple non era soddisfatta del nome Apple dopo che aveva iniziato a crescere. Guardava IBM e diceva, "Non assomigliamo ad IBM. Non siamo, come dire, prestigiosi." McKenna espose una presentazione di due ore ai dipendenti Apple in cui diceva: "E esattamente quel che volete. Volete essere differenti da IBM. Non volete essere lo stesso. Non volete imitarli. Volete fare tutto quello che vi distingue da loro.”
Nel 1976 Steve Jobs e Steve Wozniak "lo avvicinarono chiedendo che li aiutasse nel lancio di quello che doveva essere il primo personal computer al mondo." Accettò perché "gli piaceva il punto di vista di Apple." Un articolo del 2012 spiega, "Quando al giovane Steve Jobs serviva un esperto di marketing, chiamò Intel per sapere chi avesse fatto le loro accattivanti campagne pubblicitarie e gli fu risposto 'Regis McKenna'".
Oltre alla consulenza di marketing, McKenna possedeva pure un'agenzia pubblicitaria e una società di pubbliche relazioni. "Così non solo scrivemmo il loro primo business plan, progettammo anche il logo Apple e organizzammo le loro campagne pubblicitarie."
McKenna disse che il più grande errore della sua carriera era stato rifiutare un'offerta del 20% delle azioni Apple in sostituzione del compenso per i suoi servigi. "Guardavo il mio flusso di cassa. Ed è una delle ragioni per cui rifiutai l'offerta di Apple." La sua lettera di rifiuto è in mostra alla sede principale di Apple.
McKenna vendette la sua impresa pubblicitaria a Jay Chiat nel 1981 e quella di PR nel 1995.
McKenna interruppe la vita da pensionato per affrontare la crisi dell'antenna dell'iPhone 4 (2010). "Steve mi chiamò dalle Hawaii e disse che aveva un grosso problema," spiegò poi McKenna. "Mi chiese se avrei potuto raggiungerlo alla Apple l'indomani … Pensavo che si trattasse di un problema di ciclo mediatico e che avrebbero dovuto affrontarlo con i dati in loro possesso ed essere fiduciosi del risultato piuttosto che scusarsi. È quello che ha fatto Steve. Il problema è scomparso nel giro di dieci giorni."
Secondo McKenna il libro su Jobs di Walter Isaacson era "molto negativo … Non ho mai avuto nessuno di quegli scontri di cui si parla, e lo conoscevo da quando aveva 22 anni".
A parte Intel e Apple, tra le startup che la ditta McKenna assisté nei loro anni formativi troviamo America Online, Electronic Arts, Genentech, National Semiconductor, Silicon Graphics, e 3Com Corporation. Negli anni, la ditta evolvette da un marketing high-tech in appalto specializzato in startup a un'azienda di strategie di marketing ad ampio raggio che serve clienti internazionali in molti settori. McKenna vendette le sue quote aziendali nel 2000.

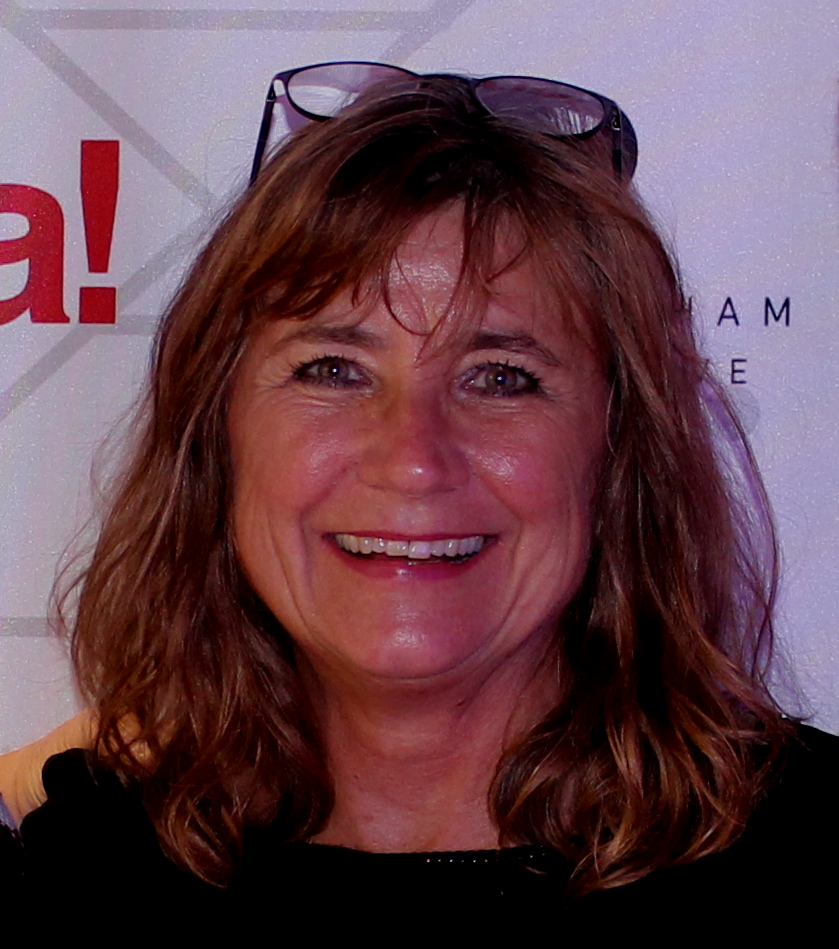
Andrea Cunningham nel 2017

Andrea Cunningham, l'account manager di gruppo della ditta per Apple, disse al Los Angeles Times nel 1985, "Questa agenzia sa su Apple Computer di più di Barbara Krause (capo "interno" delle pubbliche relazioni Apple)."
McKenna fu antesignano di molte delle teorie e pratiche di marketing della tecnologia che si sono radicate nell'ortodossia di settore. Tra queste:
- Il processo di diffusione della tecnologia tra varie classi di utenti, dagli innovatori agli early adopter, ai late adopter e ai ritardatari, e la corrispondente evoluzione dell'"intero prodotto".
- Lo sviluppo di un modello di infrastruttura industriale in cui un numero relativamente piccolo di "influencer" stabilisce e sostiene gli standard. L'attenzione è rivolta agli "intangibili" come beneficiari dei prodotti tecnologici.
- Lo sviluppo di "altro" come segmento di mercato importante e in crescita, con il risultato che "la scelta diventa un valore più alto del marchio".
- Lo sviluppo del concetto di "tempo reale", in base al quale la tecnologia comprime il tempo (dal desiderio o dal bisogno a zero), creando "il consumatore mai soddisfatto".

McKenna scrisse nel 1990, "La tecnologia sta trasformando la scelta e la scelta sta trasformando il mercato. Di conseguenza, stiamo assistendo all'emergere di un nuovo paradigma di marketing." In un articolo del 2002 dichiarò che "il branding (come si esercita attualmente) è morto.”
Un articolo del 2012 intitolato How Regis McKenna Defined Real-Time Marketing ("Come Regis McKenna ha definito il marketing in tempo reale") spiegava che il marketing in tempo reale "è un modo di pensare e una filosofia che richiede alle aziende di soddisfare le esigenze di un mondo digitale sempre attivo" e che "comprende la convergenza di ricerca, social e produzione e distribuzione di contenuti in tempo reale, con una definizione ampliata di editoria che rende la conversazione e l'interazione sociale importanti quanto la scrittura vera e propria e lo sviluppo di media digitali." McKenna, fu spiegato, "ha gettato le basi per il marketing in tempo reale nel 1995" in un saggio per la Harvard Business Review, e ha approfondito il concetto nel libro Real Time del 1997. Tra le sue autorevoli osservazioni:
- "Le aziende devono mantenere il dialogo e le conversazioni con i fornitori, i distributori e gli altri attori del mercato."
- "[Il marketing in tempo reale deve sostituire] la mentalità broadcast."
- "[Il marketing in tempo reale deve concentrarsi] sulla soddisfazione del cliente in tempo reale, fornendo il supporto, l'aiuto, la guida e le informazioni necessarie per conquistare la fedeltà dei clienti."
- "Il marketing in tempo reale richiede... la disponibilità ad apprendere come le tecnologie informatiche stiano cambiando il comportamento dei clienti nel marketing e a pensare in modo nuovo al marketing all'interno dell'organizzazione."
- "Il cliente fa ancora tutto il lavoro, cacciando e cercando informazioni. Ma un marketer in tempo reale porterebbe le informazioni al cliente."[6]

## Kleiner Perkins Caufield and Byers
Nel 1986 McKenna divenne un partner della ditta di venture capital Kleiner Perkins Caufield & Byers.

## Pensionamento
Dopo essersi ritirato dalla consulenza attiva nel 2000, McKenna ha tenuto conferenze su molti argomenti, come "gli effetti sociali e di mercato del cambiamento tecnologico.”

## Libri
- Total Access, Giving Customers What They Want in an Anytime, Anywhere World, Harvard Business School Press, 2002. Il libro "affronta il futuro del marketing quando i computer e la rete svolgeranno la maggior parte del lavoro, dalla raccolta dei dati all'assistenza e alla risposta ai clienti."[16][17]
- Real Time, Preparing for the Age of the Never Satisfied Customer, Harvard Business School Press, 1997. Questo libro "analizza gli effetti della tecnologia sul mercato e descrive come l'elettronica ad alta velocità consenta un accesso immediato a informazioni, prodotti e servizi e, nel contempo, generi maggiori aspettative di soddisfazione immediata."[16] The New Yorker scrisse, "McKenna non smette mai di sfidare la saggezza convenzionale. L'idea di eliminare la gerarchia e la pianificazione a lungo termine e di creare una gestione in tempo reale che si concentri sulla consegna, sui risultati e sulle esigenze dei clienti è una rivelazione fondamentale per le aziende, grandi e piccole." The Wall Street Journal ha definito il libro un "magnifico tour attraverso un futuro eccitante anche se incerto, in cui tutti sono connessi a tutti."[16][18]
- Relationship Marketing, Addison-Wesley, 1991. Publishers Weekly ha descritto il libro come un "vivace riassunto degli anni '80" che "ripercorre l'ascesa e l'occasionale caduta di molte start-up nella turbolenta e proliferante industria dei computer e del software, compresa la competizione tra Apple Inc. e IBM."[19]
- Who's Afraid of Big Blue, Addison-Wesley, 1989. Questo libro "racconta le strategie di successo contro i giganti del settore e offre consigli a chi vuole sfidare IBM e a chi deve affrontare una concorrenza simile in altri settori."[16] Library Journal lo ha definito "un interessante sguardo su tre fronti del colosso dell'industria informatica."[20]
- The Regis Touch, New Marketing Strategies for Uncertain Times, Addison-Wesley, 1985.[21] In questo libro, McKenna "condivide per la prima volta le sue strategie collaudate per creare nuovi mercati, posizionare i prodotti, farsi conoscere, servire i clienti e stare al passo con ambienti in rapida evoluzione."[16][22]

## Articoli
McKenna ha scritto molti articoli per Forbes, Ink, Fortune, e la Harvard Business Review. Ha scritto anche poesia.

## Onorificenze e premi
McKenna vinse il Joseph Wharton Award nel 1986. Ricevette Ph.D onorari da Duquesne University (1990), Saint Vincent College (1991), Santa Clara University (2002), e Stevens College of Engineering (2002).
Nel 1991 vinse l'International Computers & Communications World Leaders Award.
Il San Jose Mercury News inserì McKenna nella sua lista Millennium 100, un elenco delle 100 persone che resero la Silicon Valley quel che è oggi.